# 51e régiment régional
Le 51e régiment régional (51e RR) est une unité militaire française qui a participé à la Seconde Guerre mondiale. Formé de réservistes du Loiret, le 51e RR combat dans la région d'Orléans pendant la bataille de France et est dissout à l'issue de cette dernière.

## Organisation
Rattaché à la 5e région militaire, le régiment régiment est chargé de la défense de l'arrière dans le Loiret. Il est mobilisé en août 1939 à Orléans (centre mobilisateur d'infanterie no 51[réf. souhaitée]) et à Montargis (centre mobilisateur du génie no 38[réf. souhaitée]).
Le régiment est constitué de deux bataillons, d'une section de quatre chars Renault FT et d'un peloton motocycliste. Une partie du régiment est affecté à la garde des civils allemands et autrichiens internés,.

## Historique
Le régiment retraite jusqu'à Lussac (1er bataillon et état-major) et Cahors (2d bataillon), où les soldats sont démobilisés.